# Bianka Lamade
Bianka Lamade (* 30. August 1982 in Leonberg) ist eine ehemalige deutsche Tennisspielerin.

## Tenniskarriere
Sie machte erstmals im Jahr 2000 bei einem Tier-I-Turnier in Berlin auf sich aufmerksam, bei dem sie als Qualifikantin und Nummer 534 der Weltrangliste das Achtelfinale erreichte und auf dem Weg dorthin die damals an Position 26 stehende Sabine Appelmans besiegte. Lamade gewann 2001 beim Turnier in Taschkent mit einem Finalsieg über Seda Noorlander aus den Niederlanden ihren einzigen WTA-Titel.
2001 erreichte sie mit Rang 59 ihr bestes Ranking in der WTA-Weltrangliste, im Doppel reichte es für Platz 60. Ihr letztes offizielles Match spielte sie 2004 bei einem Challenger-Turnier in Bielefeld. Sie erspielte insgesamt rund 315.000 US-Dollar an Preisgeldern.
2001 und 2002 spielte sie für die deutsche Fed-Cup-Mannschaft; von ihren sechs Partien gewann sie allerdings nur eine.

## Turniersieg

### Einzel
| Nr. | Datum         | Turnier   | Kategorie   | Belag     | Finalgegnerin   | Ergebnis      |
| --- | ------------- | --------- | ----------- | --------- | --------------- | ------------- |
| 1.  | 17. Juni 2001 | Taschkent | WTA Tier IV | Hartplatz | Seda Noorlander | 6:3, 2:6, 6:2 |